# Butastur
Butastur é um género de ave de rapina da família Accipitridae.
Este género contém as seguintes espécies:
- Butastur liventer
- Butastur rufipennis
- Butastur teesa
- Butastur indicus

- Commons
- Wikispecies